# Kenji Momota
Kenji Momota - em japonês, 桃田 健史 Momota Kenji (Tóquio, 4 de agosto de 1962) é um ex-automobilista japonês.

## Carreira
Após obter relativo sucesso em categorias de turismo de seu país e razoáveis passagens em categorias de acesso dos EUA, Momota obteve sua primeira - e única - chance na CART, aos 29 anos de idade, pela TEAMKAR International, equipe gerenciada pelo engenheiro Roman Kuzma e pela qual o japonês pilotava na Fórmula Atlantic. O time fez sua inscrição para as 500 Milhas de Indianápolis de 1992 e arranjou um Lola-Chevrolet de 1991 para o japonês tentar a classificação, e patrocinado pela produtora de games Capcom.
Depois de ser aprovado no teste de novatos, ele vinha completando uma volta no oval de Indiana quando seu carro escapou de traseira na curva 4 e bateu com o pneu traseiro direito após dar um giro de 360 graus. A batida teve consequências para Momota: ele havia machucado a perna direita e teve que passar a noite no Hospital Metodista de Indianápolis.
No bump day (último dia de classificação), o japonês, que já vinha entre os últimos desde os primeiros treinos, estava em situação complicada. Com uma média de 218,722mph, assumiu temporariamente a 32ª posição, à frente de Jimmy Vasser (campeão da CART em 1996), porém sua vaga ainda não estava garantida: o veterano Gordon Johncock garantiu sua vaga ao bater o tempo de Momota, que passava a ser o "bolha" (piloto a ser expulso do grid). Vasser, após obter uma média de 222,313mph, garantiu seu lugar na corrida e expulsou Momota do grid - o japonês, que ficou em 34º lugar e ciente de que não teria tempo para bater o tempo do norte-americano, desistiu de uma nova tentativa e chorou bastante ao lado de seu carro.

## Passagem pela NASCAR Truck Series
Em 1995, Momota tornou-se o primeiro japonês a disputar uma corrida da NASCAR, na divisão Truck Series em 1995. Correndo pela equipe de Randy MacDonald, acabou batendo na etapa de Phoenix. Depois da prova (foi creditado em 37º), voltou ao Japão e encerraria sua carreira de piloto.